# Richard Cantillon
Richard Cantillon (Ballyheigue, 1680 – Londra, 14 maggio 1734) è stato un banchiere ed economista irlandese del XVIII secolo.
Secondo molti l'inventore dell'economia politica è Adam Smith, secondo altri è stato l'inglese William Petty, ma per William Jevons è stato Richard Cantillon - il quale cronologicamente si situa a metà strada tra i due - a dare una svolta in questo ambito. Nacque in Irlanda ma visse per lo più tra Parigi e Londra (dove morì assassinato).

## Saggio sulla natura del commercio in generale

Saggio sulla natura del Commercio in generale (Essai sur la nature du commerce en général, 1755), ed. it. 1955

Cantillon è autore del Saggio sulla natura del Commercio in generale (Essai sur la Nature du Commerce en Général). Questo è diviso in modo schematico in tre parti: organizzazione interna sistema economico, moneta e circolazione moneta interna, commercio internazionale scambi. A questa andava aggiunta un'appendice statistica andata però perduta (considerata tra l'altro dall'autore come un mero meccanismo di approssimazione).
Cantillon riprende da Petty l'idea di "corpo politico" differenziandosi però per l'idea della connessione data dalla circolazione delle merci e non da un potere statale unico come per Petty.
La prima parte è la più interessante, soprattutto per l'incipit in cui contrappone il valore intrinseco al valore di mercato, anticipazione dei discorsi di Jevons.
I due aspetti principali su cui focalizzare l'attenzione sono però le categorie del sistema divise in base a localizzazione, settore e classe sociale e la teoria del valore-terra. Nel primo caso Cantillon collega la divisione in settori a quella in classi sociali, teoria che poi sarà superata da Smith che preferisce un approccio indipendente dei settori.
Il secondo punto è la teoria del valore-terra. Cantillon dice: "Valore e prezzo intrinseco di una cosa in generale è la misura della terra e del lavoro che entrano nella sua produzione", concetto che non va confuso con quello di Petty che lo stesso Cantillon definisce troppo preoccupato degli effetti e poco dei principi. Per questa sua visione Cantillon definisce il concetto di lavoro ridotto al costo di produzione. Questa considerazione nasce dall'idea di terra come unico mezzo di produzione non prodotto, ma bisogna aggiungere che la terra è comunque un qualcosa che non produce da sé il prodotto, bisogna comunque di tutto il necessario per la produzione. Così Cantillon arriva a una concezione pura del lavoro-terra.
Importante è anche il concetto sui beni di lusso, da lui definiti in due modi: o come residuo dell'età feudale o come ruolo di motore del sistema attribuito a consumi di lusso delle classi più elevate.
Infine ci sono i concetti delle rendite, per l'autore irlandese sono tre i tipi di rendite possibili: rendita per far fronte ai costi di produzione, rendita per i fittavoli (che hanno i due terzi) e la rendita per i proprietari terrieri.
Oltre a Petty e al suo Treatise on Taxes, altri autori che possono aver influenzato Cantillon sono John Locke, Cicerone, Livio, Plinio il Vecchio, Plinio il Giovane, Charles Davenant, Edmond Halley, Isaac Newton, Sébastien Le Prestre de Vauban, e Jean Boisard

## Denaro
La concezione monetaria di Cantillon è molto simile a quella di Petty: il denaro è necessario per la circolazione delle merci, i metalli preziosi non coincidono con la ricchezza e il fabbisogno di denaro coincide col valore degli scambi e dalla velocità di circolazione del denaro.
Il tasso di interesse non è altro che il rapporto tra domanda e offerta di fondi a prestito.
Interessante, per capire il Cantillon, è la seguente frase: "il primo caso non rientra nel mio argomento, dato che mi occupo qui soltanto del denaro che circola." vedi pagina 103 del Saggio.

## Opere
- Saggio sulla natura del commercio in generale, Torino, Einaudi, 1955.